# عبد العليم خطاب
عبد العليم خطاب (19 مارس 1913 - 28 مايو 1978)، ممثل مصري.
ممثل ومخرج سينمائي عمل بالمسرح والتلفزيون أرسلته الحكومة عام 1937، لدراسة الإخراج في لندن، وهناك أحترف المونتاج، مثل العديد في المسرحيات منها بنات الريف، أولاد الفقراء، مصرع كليوبترا، كما عمل مساعد مخرج مع يسف وهبى، من أفلامه كمخرج سلوى عام 1946، جزيرة الأحلام عام 1956، العلمين عام 1965، وضعه المخرجون دوما في أدوار الرجل المتعجرف، البالغ القسوة، وقد ساعدته في ذلك حدة صوته ونبراته، لا يمكن نسيانه في دعاء الكروان، الحرام.

## فيلموجرافيا
تمثيل
1. البنت اللى قالت لا (1978)
2. امرأة بلا قيد (1978)
3. الشباك (1978)...سيد
4. قاهر الظلام (1978)
5. لقيطه مسلسل (1977)...والد الدكتور جلال
6. النداهة (1975)
7. الشيماء (1972)
8. طريق الانتقام (1972)
9. باحبك يا حلوة (1970)
10. حكاية من بلدنا (1969)
11. عدوية (1968)
12. المخربون (1967)
13. كنوز (1966)
14. الحرام (1965)...الريس عرفه
15. العلمين (1965)
16. العقل والمال (1965)
17. الشياطين الثلاثة (1964)
18. إجازة نصف السنة (1962)
19. فيلم عنتر بن شداد (1961)...شداد (والد عنتر)
20. تحت سماء المدينة (1961)
21. عنتر يغزو الصحراء (1960)...شداد (والد عنتر)
22. لقمة العيش (1960)
23. حسن ونعيمة (1959)
24. قبلنى في الظلام (1959)
25. دعاء الكروان (1959)...الخال
26. الهاربة (1958)
27. المتهم (1957)
28. الفتوة (1957)
29. لن أبكى أبداً (1957)
30. المجد (1957)
31. قتلت زوجتى (1956)
32. المفتش العام (1956)
33. انتصار الحب (1955)
34. في سبيل الحب (1955)
35. أنا وحبيبي (1953)
36. طريق السعادة (1953)
37. قطار الليل (1953)...أحد أفراد العصابة
38. في شرع مين (1953)
39. ريا وسكينة (1952)
40. مصطفى كامل (1952)
41. زمن العجائب (1952)
42. حكم القوى (1951)
43. الشرف غالى (1951)
44. حبايبى كثير (1950)
45. ليلة الدخلة (1950)
46. طريق الشوك (1950)
47. عينى بترف (1950)
48. أرواح هائمة (1949)
49. البيت الكبير (1949)
50. كل بيت له راجل (1949)
51. كرسى الاعتراف (1949)
52. الزناتي خليفة (1949)
53. ضربة القدر (1947)
54. ليلى بنت الفقراء (1945)
55. أميرة الأحلام (1945)
56. سيف الجلاد (1944)
57. ابن الحداد (1944)
58. برلنتي (1944)
59. الطريق المستقيم (1943)
60. جوهرة (1943)
61. صبيحة وعلام [تمثيلية] (1900)[3][4]

## إخراج
1. سلوى (1946)[4]
2. نجف (1946)
3. جزيرة الأحلام (1951)
4. العلمين (1965)

## تأليف
1) فيلم العلمين (1965)

## روابط خارجية
- عبد العليم خطاب على موقع IMDb (الإنجليزية)
- عبد العليم خطاب على موقع الدهليز
- عبد العليم خطاب على موقع قاعدة بيانات الأفلام العربية